# André Pilette
André Pilette (n. 6 octombrie 1918, Paris, Franța – d. 27 decembrie 1993, Etterbeek, Comunitatea Francofonă din Belgia⁠(d), Belgia) a fost un pilot de Formula 1. De-a lungul carierei a luat startul în 9 curse, niciuna din pole-position. Nu a câștigat nicio cursă și nu a terminat niciodată pe podium, acumulând 2 puncte în întreaga activitate ca pilot de Formula 1.